# Кравцова, Людмила Александровна
Людмила Александровна Кравцо́ва (Золотарёва; 21 апреля 1947, Воронеж — 31 декабря 2010, Воронеж) — советская и российская актриса, работала в Воронежском драматическом театре. Заслуженная артистка РСФСР (1979). Народная артистка России (1993).

## Биография
Родилась 21 апреля 1947 года в Воронеже.
В 1965 году ещё студенткой Воронежского филиала Ленинградского института театра, музыки и кинематографии курс профессора Изакина Гриншпуна, вышла на сцену Воронежского театра драмы имени А. В. Кольцова в роли Нисы в комедии Лопе де Вега «Дурочка».
С 1965 года зачислена в труппу театра, первая роль — Ольга Ильинична в спектакле «Гусиное перо» Семёна Лунгина (1965). За свою творческую биографию сыграла почти 100 ролей, среди них: Василиса из «На дне» по Горькому, Серафина в «Татуированной розе» Уильямса Теннесси, миссис Туз в постановке по пьесе Олби «Все в саду», Бернарда Альба в трагедии Лорки, Марта — «Не боюсь Вирджинии Вулф», Филумена в спектакле «Семья для женщины лёгкого поведения» по пьесе де Филиппо, королева Элинор в спектакле «Лев зимой» Голдмена, принцесса Космонополис в «Сладкоголосой птице юности» Уильямса, Кристина из постановки «Малина в феврале» Баэра.
Народный депутат СССР (1989—1991). В 1993 году за большой вклад в развитие театрального искусства получила звание народного артиста Российской Федерации.
Председатель Воронежского отделения Союза театральных деятелей РФ (с 1996 года), секретарь Союза театральных деятелей РФ по ЦФО (с 2006 года).
В 2005 году, во время гастролей в Ереване, удостоена высшей театральной премии Армении, а в 2008 году внесена в список почётных граждан Воронежа. В 2009 году удостоена Премии Правительства Российской Федерации имени Фёдора Волкова за вклад в развитие театрального искусства Российской Федерации.
Умерла 31 октября 2010 года после тяжёлой болезни в своём доме в Воронеже, похоронена на Коминтерновском кладбище.

## Фильмография
- 1997 — На заре туманной юности — Супруга губернатора
- 2000 — Армия спасения